# نيو شيبرد
نيو شيبرد New Shepard هي مركبة إقلاع رأسي وهبوط عمودي (VTVL)، مركبة إطلاق دون مدارية طورتها شركة بلو أوريجين Blue Origin كنظام تجاري للسياحة الفضائية شبه المدارية. وشركة Blue Origin مملوكة لـ مؤسس أمازون والرئيس التنفيذي السابق جيف بيزوس.
يشير اسم New Shepard إلى أول رائد فضاء أمريكي في الفضاء، آلان شيبارد، أحد رواد فضاء ناسا في ميركوري 7 الأصليين، الذي صعد إلى الفضاء في عام 1961 على مسار شبه مداري مشابه لمسار New Shepard.
بدأت رحلات النموذج الأولي للمحرك والمركبة في عام 2006، بينما بدأ تطوير المحرك على نطاق واسع في أوائل عام 2010 واكتمل بحلول عام 2015. بدأت اختبارات الطيران غير المأهولة لمركبة New Shepard الكاملة (وحدة الدفع وكبسولة الفضاء) في عام 2015.
في 23 نوفمبر 2015، بعد بلوغ مستوى ارتفاع 100.5 كـم (62.4 ميل) (الفضاء الخارجي)، نجح معزز نيو شيبرد تحت المداري في إجراء هبوط ناعم عمودي يعمل بالطاقة، وهي المرة الأولى التي عاد فيها صاروخ معزّز شبه مداري من الفضاء ليهبط بشكل عمودي ناجح. استمر برنامج الاختبار في عامي 2016 و2017 مع أربع رحلات تجريبية إضافية باستخدام نفس المركبة (NS-2) في عام 2016 وأول رحلة تجريبية لمركبة NS-3 الجديدة تم إجراؤها في عام 2017.
خططت Blue Origin لأول رحلة تجريبية مأهولة في عام 2019، والتي تأخرت حتى عام 2021، ومنذ ذلك الحين أعلنت أنها ستبدأ بيع التذاكر للرحلات التجارية لما يصل إلى ستة أشخاص. تمت أول رحلة بطاقم في 20 يوليو 2021. اشترى مشتر مجهول مقعدًا واحدًا لرحلة 20 يوليو 2021 في مزاد مقابل 28 مليون دولار ولكن هذا الشخص لم يسافر على متن الرحلة المذكورة بسبب مشاكل في الجدول ؛ تمت إعادة جدولة المشتري المجهول لرحلة لاحقة. بدلاً من المسافر الفائز بالمزاد، تم اختيار أوليفر دايمن البالغ من العمر 18 عامًا للطيران. دفع والد دايمن ثمن رحلته، وبالتالي كان دايمن هو أول زبون (أي شخص تم دفع ثمن رحلته) راكبًا لنيو شيبرد.

## التاريخ

### تطوير المركبات والمحركات في وقت مبكر من Blue Origin
كانت أول وسيلة تطوير لبرنامج تطوير New Shepard هي مركبة توضيحية على نطاق فرعي تُدعى Goddard، تم بناؤها في عام 2006 بعد جهود تطوير المحرك السابقة من قبل Blue Origin. قامت المركبة جودارد بأول رحلة لها في 13 نوفمبر 2006.
تم تجميع مركبة الإطلاق Goddard في منشأة Blue Origin بالقرب من سياتل، واشنطن. أيضًا في عام 2006، بدأت Blue Origin عملية بناء مركز اختبار وعمليات الطيران في جزء من Corn Ranch، على مساحة 165,000 أكر (670 كـم2) اشترت قطعة أرض بيزوس 40 كـم (25 ميل) شمال فان هورن، تكساس. قال مدير مشروع Blue Origin، Rob Meyerson، إنهم اختاروا تكساس كموقع إطلاق خاصة بسبب الروابط التاريخية للولاية بصناعة الطيران، على الرغم من أن هذه الصناعة لا تقع بالقرب من موقع الإطلاق المخطط له، ولن يتم تصنيع المركبة في تكساس.
في طريق تطوير New Shepard، كانت هناك حاجة أيضًا إلى كبسولة للطاقم، وبدأ التصميم على كبسولة فضائية في أوائل العقد الأول من القرن الحادي والعشرين. تم الإعلان عن أحد معالم التطور على طول الطريق. في 19 أكتوبر 2012، أجرت Blue Origin نجاحًا في Pad Escape وهي كبسولة طاقم شبه مدارية كاملة النطاق في موقع إطلاقها في غرب تكساس. أطلقت الكبسولة محرك الهروب الدافع الخاص بها، من أجل الاختبار، وأطلقت من جهاز محاكاة لمركبة الإطلاق. سافرت كبسولة الطاقم إلى ارتفاع 2,307 قدم (703 م) تحت تحكم موجه الدفع النشط قبل النزول بأمان بالمظلة إلى هبوط ناعم 1,630 قدم (500 م).
في أبريل 2015، أعلنت شركة Blue Origin أنها أكملت اختبار القبول لمحرك BE-3 الذي سيشغل مركبة New Shepard الأكبر حجمًا. أعلنت Blue أيضًا أنها تعتزم بدء اختبار طيران New Shepard في وقت لاحق في عام 2015، مع حدوث رحلات أولية بشكل متكرر شهريًا، مع "سلسلة من العشرات من الرحلات الجوية على مدى برنامج الاختبار شبه المداري [الذي يستغرق] عامين" لإكتماله". في الشهر نفسه، أعلنت إدارة الطيران الفيدرالية (FAA) أن الأوراق التنظيمية لبرنامج الاختبار قد تم تقديمها بالفعل والموافقة عليها، ومن المتوقع أن تبدأ الرحلات التجريبية قبل منتصف مايو 2015.
بحلول فبراير 2016، تم بناء ثلاث مركبات من طراز New Shepard. ضاعت المركبة الأولى في اختبار في أبريل 2015، وأما الثانية فقد طارت مرتين (انظر أدناه)، والثالثة كان يجري إكمال تصنيعها في مصنع بلو في كينت، واشنطن.
في عام 2016، حصل فريق Blue Origin على جائزة Collier Trophy لإظهار إمكانية إعادة استخدام معزز الصواريخ باستخدام مركبة الرحلات الفضائية البشرية New Shepard.

### برنامج اختبار الطيران
بدأ برنامج اختبارات الطيران متعدد السنوات في عام 2015 واستمر حتى عام 2021. بحلول منتصف عام 2016، كان برنامج الاختبار متقدمًا بدرجة كافية بحيث بدأت Blue Origin في نقل حمولات بحثية شبه مدارية للجامعات ووكالة ناسا. اكتمل برنامج اختبار الطيران في أوائل عام 2021 وكانت أول رحلة تقل ركابًا إلى الفضاء شبه المداري قد حدثت في يوليو 2021.

#### قائمة الرحلات
| رقم الرحلة. | التاريخ                | المركبة       | الارتفاع                                                                                        | النتيجة   | ملاحظات |
| ----------- | ---------------------- | ------------- | ----------------------------------------------------------------------------------------------- | --------- | --- |
| —           | 19 أكتوبر 2012         | N/A           | 0.7 كم (0.4369 mi)                                                                              | ناجح      | اختبار لكبسولة نيو شيبرد الجديدة. |
| 1           | 29 أبريل 2015          | NS1           | 93.5 كـم (58.1 ميل)                                                                             | نجاح جزئي | إلى ارتفاع 93.5 كم، عادت الكبسولة، استخدم booster لكنه اصطدم عند الهبوط. |
| 2           | 23 نوفمبر 2015         | NS2.1         | 329,839 قدم (100.535 كـم؛ 62.4695 ميل)                                                          | ناجح      | Sub-orbital spaceflight and landing. |
| 3           | 22 January 2016        | نيو شيبرد.2 ♺ | 333,582 قدم (101.676 كـم؛ 63.1784 ميل)                                                          | ناجح      | Sub-orbital spaceflight and landing of a reused booster. |
| 4           | 2 April 2016           | NS2.3 ♺       | 339,178 قدم (103.381 كـم؛ 64.2383 ميل)                                                          | ناجح      | Sub-orbital spaceflight and landing of a reused booster. |
| 5           | 19 June 2016           | NS2.4 ♺       | 331,501 قدم (101.042 كـم؛ 62.7843 ميل)                                                          | ناجح      | Sub-orbital spaceflight and landing of a reused booster: the fourth launch and landing of the same rocket. Blue Origin published a live webcast of the takeoff and landing. |
| 6           | 5 October 2016         | NS2.5 ♺       | Booster: 307,458 قدم (93.713 كـم؛ 58.2307 ميل) Capsule: 23,269 قدم (7.092 كـم؛ 4.4070 ميل)      | ناجح      | Sub-orbital spaceflight and landing of a reused booster. Successful test of the in-flight abort system. The fifth and final launch and landing of the same rocket (NS2). |
| 7           | 12 December 2017       | NS3.1         | Booster: 322,032 قدم (98.155 كـم؛ 60.9909 ميل) Capsule: 322,405 قدم (98.269 كـم؛ 61.0616 ميل)   | ناجح      | Flight to just under 100 km and landing. The first launch of NS3 and a new Crew Capsule 2.0. |
| 8           | 29 April 2018          | NS3.2 ♺       | 351,000 قدم (107 كـم؛ 66.5 ميل)                                                                 | ناجح      | Sub-orbital spaceflight and landing of a reused booster. |
| 9           | 18 July 2018           | NS3.3 ♺       | 389,846 قدم (118.825 كـم؛ 73.8345 ميل)                                                          | ناجح      | Sub-orbital spaceflight and landing of a reused booster, with the Crew Capsule 2.0-1 RSS H.G.Wells, carrying a mannequin. Successful test of the in-flight abort system at high altitude. Flight duration was 11 minutes.                                                                           |
| 10          | 23 January 2019        | NS3.4 ♺       | c. 106.9 كـم (66.4 ميل)                                                                         | ناجح      | Sub-orbital flight, delayed from 18 December 2018. Eight NASA research and technology payloads were flown. |
| 11          | 2 May 2019             | NS3.5 ♺       | c. 346,000 قدم (105 كـم؛ 65.5 ميل)                                                              | ناجح      | Sub-orbital flight. Maximum Ascent Velocity: 2,217 ميل/س (3,568 كم/س), duration: 10 minutes, 10 seconds. Payload: 38 microgravity research payloads (nine sponsored by NASA). |
| 12          | 11 December 2019       | NS3.6 ♺       | c. 104.5 كـم (64.9 ميل)                                                                         | ناجح      | Sub-orbital flight, Payload: Multiple commercial, research (8 sponsored by NASA) and educational payloads, including postcards from Club for the Future. The sixth launch and landing of the same rocket.                                                                                           |
| 13          | 13 October 2020, 13:37 | NS3.7 ♺       | c. 351,200 قدم (107.0 كـم؛ 66.52 ميل)                                                           | ناجح      | 7th flight of the same capsule/booster. Onboard 12 payloads include Space Lab Technologies, Southwest Research Institute, postcards and seeds for Club for the Future, and multiple payloads for NASA including SPLICE to test future lunar landing technologies in support of the Artemis program. |
| 14          | 14 January 2021, 16:57 | NS4.1         | Booster: 350,858 قدم (106.942 كـم؛ 66.4504 ميل) Capsule: 351,215 قدم (107.050 كـم؛ 66.5180 ميل) | ناجح      | Uncrewed qualification flight for NS4 rocket and capsule and maiden flight for NS4 |
| 15          | 14 April 2021 16:51    | NS4.2 ♺       | Booster: 346,691 قدم (105.671 كـم؛ 65.6612 ميل) Capsule: 348,753 قدم (106.300 كـم؛ 66.0517 ميل) | ناجح      | Second flight of NS4, first preflight human passenger process test where Blue Origin conducted an "Astronaut Rehearsal." Gary Lai, Susan Knapp, Clay Mowry, and Audrey Powers, all Blue Origin personnel, were “stand-in astronauts”. Lai and Powers briefly entered the capsule during the test.   |
| 16          | 20 July 2021 13:12     | NS4.3 ♺       | Booster: 347,188 قدم (105.823 كـم؛ 65.7553 ميل) Capsule: 351,210 قدم (107.05 كـم؛ 66.517 ميل)   | ناجح      | First human flight of New Shepard, with four passengers, including: * Jeff Bezos * Mark Bezos * Wally Funk * Oliver Daemen |

#### نيو شيبرد 1

إطلاق نيو شيبرد-1 في أبريل 2015

تم إجراء أول رحلة لمركبة New Shepard كاملة الحجم - NS1 - في 29 أبريل 2015 والتي بلغ ارتفاعها 93.5 كـم (58.1 ميل). في حين تم اعتبار الرحلة التجريبية نفسها ناجحة، وتم استرداد الكبسولة بنجاح عن طريق الهبوط بالمظلة، هبطت الطائرة المعززة ولم يتم استردادها بسبب فشل الضغط الهيدروليكي في نظام التحكم في المركبة أثناء الهبوط.

#### نيو شيبرد 2
قامت وحدة الدفع لاختبار الطيران New Shepard 2 (NS2) بخمس رحلات ناجحة في عامي 2015 و2016، وأُعلن عن تقاعدها بعد رحلتها الخامسة في أكتوبر 2016.

##### أول هبوط عمودي ناعم
بعد خسارة NS1، تم بناء مركبة ثانية من طراز New Shepard، NS2. تم تنفيذ أول رحلة لها، والرحلة التجريبية الثانية لنيو شيبرد بشكل عام، في 23 نوفمبر 2015، ووصلت إلى 100.5 كيلومتر (62.4 ميل) مع استرداد ناجح لكل من الكبسولة ومرحلة التعزيز. وقام الصاروخ المعزز بنجاح بإجراء هبوط عمودي مزود بالطاقة. كان هذا أول صاروخ هبوط عمودي ناجح على الأرض بعد السفر لأعلى من 3.140 كيلومتر (1.951 ميل) الذي حققته McDonnell Douglas DC-XA في التسعينيات، والأول بعد إرسال شيء ما إلى الفضاء. نُقل عن جيف بيزوس قوله إن Blue Origin خططت لاستخدام نفس بنية New Shepard لمرحلة التعزيز لمركبتها المدارية.

##### ثاني هبوط عمودي ناعم
في 22 يناير 2016، نجحت Blue Origin في تكرار رحلة 23 نوفمبر 2015 باستخدام نفس مركبة New Shepard. تم إطلاق New Shepard، ووصل إلى ارتفاع 101.7 كيلومتر (63.2 ميل)، وبعد الانفصال، عادت كل من الكبسولة ومركبة الإطلاق إلى الأرض سليمة. أظهر هذا الإنجاز إمكانية إعادة استخدام New Shepard.

##### ثالث هبوط عمودي ناعم
في 2 أبريل 2016، طارت نفس مركبة New Shepard المعززة للمرة الثالثة، ووصلت إلى 339,178 قدم (103.381 كـم؛ 64.2383 ميل)، قبل العودة بنجاح.

##### رابع هبوط عمودي ناعم
في 19 يونيو 2016، طارت نفس مركبة New Shepard المعززة، للمرة الرابعة، ووصلت مرة أخرى إلى أكثر من 330,000 قدم (100 كـم؛ 63 ميل)، قبل العودة بنجاح لهبوط صاروخ VTVL.
عادت الكبسولة مرة أخرى تحت المظلات، لكن هذه المرة، قامت باختبار هبوط بمظلتين فقط قبل أن تنتهي بنبضة قصيرة من الدفع الصاروخي الرجعية لإبطاء سرعة تأثير الأرض إلى 3 ميل في الساعة (4.8 كم/س). أبطأت المظلتان الهبوط إلى 23 ميلاً في الساعة، على عكس المعتاد 16 ميلاً في الساعة بثلاثة مظلات. تم استخدام مصدات قابلة للكسر لتقليل صدمة الهبوط بشكل أكبر من خلال تشوه امتصاص الطاقة.

##### اختبار الطيران الخامس والأخير لـ NS2
تم إجراء رحلة تجريبية خامسة وأخيرة لوحدة الدفع NS2 في 5 أكتوبر 2016. كان الهدف الرئيسي هو تعزيز وحدة الركاب إلى نقطة الضغط الديناميكي الأعلى بسرعة عبر ترانسونيك وإجراء اختبار طيران لنظام الإجهاض أثناء الطيران. نظرا للقوى التي تؤثر على وحدة الدفع بعد الفصل بسرعة عالية لكبسولة الركاب التي هي خارج منطقة تصميم للPM، لم يكن من المتوقع لمركبة NS2 البقاء والعودة للأرض، ولو حدث ذلك، كانت شركة بلو أعلنت أن مركبة NS2 ستتقاعد وتُصبح عنصرًا في المتحف. في هذه الحالة، كان اختبار الطيران ناجحًا. وظلت المركبة NS2 مستقرة بعد اختبار فصل الكبسولة، وأكملت صعودها إلى الفضاء، وهبطت بنجاح للمرة الخامسة والأخيرة.

#### نيو شيبرد 3
تم تعديل مركبة New Shepard 3 (NS3)، المعروفة أيضًا باسم RSS HG Wells (اسم مؤلف)، لزيادة قابلية إعادة الاستخدام وتحسين الحماية الحرارية ؛ تتضمن المركبة وحدة دفع معاد تصميمها وإدراج لوحات وصول جديدة لخدمة أسرع وحماية حرارية محسّنة. وتُعد NS3 هي وحدة الدفع الثالثة التي تم بناؤها. تم الانتهاء منها وشحنها إلى موقع الإطلاق بحلول سبتمبر 2017، على الرغم من أن أجزاء منها قد تم بناؤها في وقت مبكر من مارس 2016. بدأت اختبارات الطيران في عام 2017 واستمرت حتى عام 2019. تم دمج Crew Capsule 2.0 الجديد، الذي يتميز بنوافذ، في NS3. لن يتم استخدام NS3 إلا لنقل البضائع ؛ لن يتم نقل أي ركاب.
تم إجراء اختبار الطيران الأولي لها في 12 ديسمبر 2017. وكانت هذه أول رحلة جوية تحت نظام رقابي ل رخصة إطلاق الممنوحة من قبل الولايات المتحدة ادارة الطيران الاتحادية. تم إجراء رحلات تجريبية سابقة بموجب تصريح تجريبي لم يسمح لشركة Blue بنقل البضائع التي دفعت مقابلها تجاريًا. جعل هذا رحلة NS3 أول رحلة إيرادات للحمولات، ونفذت 12 تجربة على الرحلة، بالإضافة إلى دمية اختبار تحمل لقب "Mannequin Skywalker".
منذ الرحلة الأولى، «تقوم Blue Origin بإجراء تحديثات على المركبة... تهدف في المقام الأول إلى تحسين قابلية التشغيل بدلاً من الأداء أو الموثوقية. استغرقت هذه الترقيات وقتًا أطول من المتوقع» مما أدى إلى فجوة استمرت عدة أشهر في الرحلات التجريبية. تمت الرحلة التجريبية الثانية في 29 أبريل 2018. تم التخطيط للرحلة العاشرة الإجمالية لشركة New Shepard، والرابعة لـ NS3، في ديسمبر 2018، ولكن تم تأجيلها بسبب «مشكلات البنية التحتية الأرضية». بعد تشخيص المشكلة الأولية، أعادت Blue جدولة الإطلاق في أوائل عام 2019، بعد اكتشاف «أنظمة إضافية» تحتاج إلى إصلاحات أيضًا. تم إطلاق الرحلة في 23 يناير 2019 وطارت بنجاح إلى الفضاء بحد أقصى للارتفاع 106.9 كـم (66.4 ميل).

#### نيو شيبرد 4
كانت مركبة New Shepard 4 (NS4)، والمعروفة أيضًا باسم RSS First Step، رابع وحدة دفع يتم بناؤها وأول من ينقل ركابًا من البشر. كان بيزوس نفسه مسافرًا عليها. تم تصنيع المركبة في عام 2018 وتم نقلها إلى منشأة إطلاق Texas Blue Origin West Texas في ديسمبر 2019. حدث الإطلاق غير المأهول لـ NS4 في 14 يناير 2021. تم إطلاق New Shepard 4، مع أربعة ركاب، بنجاح في 20 يوليو 2021.

### رحلة تجارية
لسنوات عديدة، لم تدل شركة Blue Origin بأي تصريحات عامة حول تاريخ بدء الرحلات التجارية لشركة New Shepard. لكن هذا تغير في يونيو 2018 عندما أعلنت الشركة أنه بينما استمرت في التخطيط لنقل ركاب داخليين أوليين في وقت لاحق من عام 2018، فإنها لن تبيع تذاكر تجارية لنيو شيبرد حتى عام 2019 ولكن تم تأجيل أول رحلة تجارية حتى عام 2021.
بدأت بلو أوريجين أول رحلة تقل ركابًا على الرحلة رقم 16 لنيو شيبرد في 20 يوليو 2021. تم بيع مقعد تجاري واحد بالمزاد العلني في 12 يونيو 2021 مقابل دولارًا أمريكيًا، وذلك المبلغ سيذهب إلى مؤسسة نادي المستقبل التابع لشركة بلو، والتي تلهم الأجيال القادمة لمتابعة الوظائف في مجالات العلوم والتكنولوجيا والهندسة والرياضيات. ومع ذلك، وبسبب مشاكل الجدولة، لم يشارك الفائز بالمزاد بقيمة 28 مليون دولار في رحلة 20 يوليو 2021. تمت إعادة جدولة الفائز بالمزاد ليطير في رحلة لاحقة. رواد الفضاء على متن رحلة 20 يوليو 2021 هم جيف بيزوس، مارك بيزوس، والي فونك وأوليفر دايمن. كان فانك البالغ من العمر 82 عامًا هو أكبر شخص سناً، وبينما دايمن في سن 18 عامًا هو أصغر شخص يسافر إلى الفضاء. حصل دايمن على المقعد التجاري الذي لم يستخدمه الفائز بالمزاد بقيمة 28 مليون دولار. دفع والده تكاليف رحلة دايمن، مما جعل دايمن أول راكب تجاري لنيو شيبرد.

## التصميم

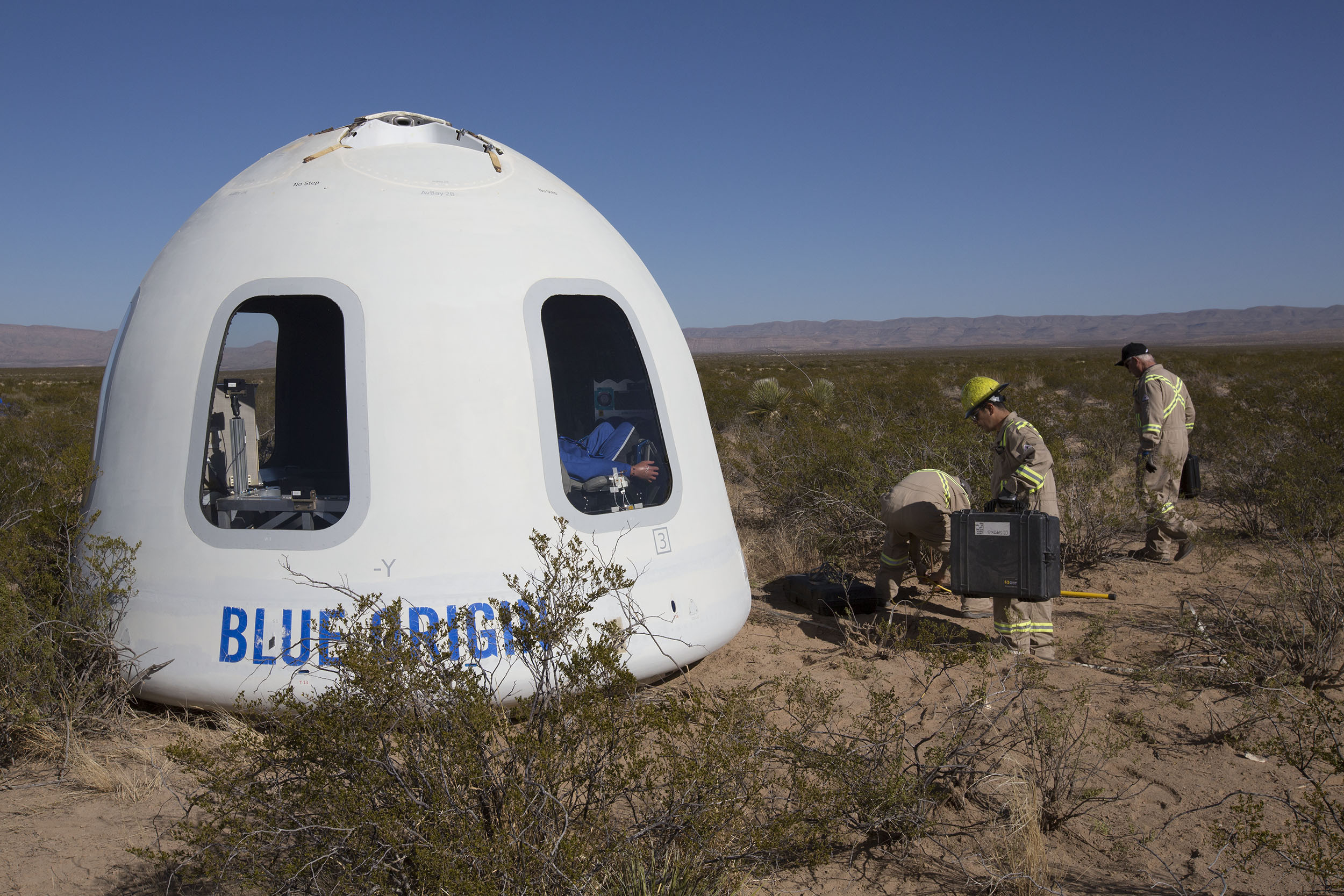
كبسولة نيو شيبرد بعد الهبوط

New Shepard هي مركبة فضائية قابلة لإعادة الاستخدام بالكامل، قابلة للإقلاع العمودي، والهبوط العمودي (VTVL) تتكون من جزأين رئيسيين: كبسولة طاقم مضغوطة وصاروخ معزز تسميه Blue Origin وحدة دفع. يتم التحكم في New Shepard بالكامل بواسطة أجهزة كمبيوتر محمولة على متنها، بدون تحكم أرضي أو طيار بشري.

### كبسولة الطاقم
كبسولة طاقم New Shepard هي كبسولة مضغوطة للطاقم يمكنها حمل ستة أشخاص، وتدعم نظام هروب الإطلاق «المغلف الكامل» الذي يمكنه فصل الكبسولة عن الصاروخ المعزز في أي مكان أثناء الصعود. الحجم الداخلي للكبسولة 530 قدم مكعب (15 م3). تم الحصول على محرك الصواريخ الصلبة Crew Capsule Escape (CCE-SRM) من Aerojet Rocketdyne. بعد الفصل يتم نشر مظلتين أو ثلاث مظلات. قبل الهبوط مباشرة. (انظر الهبوط العمودي الرابع (19 يونيو 2016) أعلاه)

### وحدة الدفع
يتم تشغيل وحدة الدفع لمركبة New Shepard باستخدام محرك صاروخي Blue Origin BE-3 ثنائي البروبيلان يحرق الهيدروجين السائل والأكسجين السائل، على الرغم من أن بعض أعمال التطوير المبكرة قد تم إجراؤها بواسطة Blue Origin على المحركات التي تعمل مع أنواع دافعة أخرى مثل: محرك BE-1 الذي يستخدم بيروكسيد الهيدروجين أحادي الاتجاه ؛ والمحرك BE-2 باستخدام مؤكسد البيروكسيد عالي الاختبار ووقود الكيروسين RP-1.

## ملف تعريف الرحلة
يتم إطلاق New Shepard عموديًا من غرب تكساس ثم تقوم برحلة تعمل بالطاقة إلى ارتفاع 40 كيلومتر (25 ميل). ينقلها زخم المركبة إلى أعلى في رحلة غير مزودة بمحركات بينما تتباطأ المركبة، وتبلغ ذروتها عند ارتفاع حوالي 100 كيلومتر (62 ميل). بعد الوصول إلى نقطة الذروة، تقوم المركبة بالنزول وإعادة تشغيل محركاتها الرئيسية بضع عشرات من الثواني قبل الهبوط العمودي، بالقرب من موقع الإطلاق.  من المقرر أن تكون مدة الرحلة الإجمالية 10 دقائق.
يتميز البديل المأهول بوحدة طاقم منفصلة تفصل بالقرب من ذروة الارتفاع، وتؤدي وحدة الدفع هبوطًا آليًا بينما تهبط وحدة الطاقم مع المظلات. يمكن أن تنفصل وحدة الطاقم أيضًا في حالة حدوث عطل في المركبة أو أي حالة طوارئ أخرى باستخدام معززات فصل الوقود الصلب وأداء الهبوط بالمظلة.

## التطوير
كان من المقرر في الربع الرابع من عام 2006 اختبار الطيران الأولي على ارتفاع منخفض (حتى 600 م (2,000 قدم)) مع نماذج فرعية من نيو شيبرد. تم تأكيد ذلك لاحقًا في نوفمبر 2006 في بيان صحفي صادر عن Blue Origin. يمكن أن يشمل برنامج اختبار الطيران النموذجي ما يصل إلى عشر رحلات. تم التخطيط لزيادة ارتفاع اختبار الطيران إلى 100 كيلومترات بين عامي 2007 و2009 بنماذج أولية أكبر وأكثر قدرة. كان من المتوقع في البداية أن تكون المركبة كاملة النطاق جاهزة للعمل لخدمة الإيرادات في وقت مبكر من عام 2010، الرغم من عدم تحقيق هذا الهدف تم الانتهاء بنجاح من أول رحلة تجريبية كاملة لمركبة نيو شيبرد عام 2015. يمكن أن تطير المركبة حتى 50 مرة في السنة. كانت هناك حاجة إلى تصريح من إدارة الطيران الفيدرالية قبل بدء الرحلات التجريبية، وهناك حاجة إلى ترخيص منفصل قبل بدء العمليات التجارية. عقدت شركة Blue اجتماعا عاما في 15 يونيو 2006 في فان هورن، كجزء من فرصة التعليق العام اللازمة لتأمين أذونات FAA. توقعت شركة Blue Origin في عام 2006 أنه بمجرد الموافقة عليها للتشغيل التجاري، فإنها تتوقع إجراء معدل أقصاه 52 إطلاقًا سنويًا من غرب تكساس. ستنقل RLV ثلاثة ركاب أو أكثر لكل عملية.

### مركبة اختبار النموذج
تم إجراء اختبار طيران أولي لمركبة نموذجية في 13 نوفمبر 2006 الساعة 6:30 صباحًا بالتوقيت المحلي (12:30 بالتوقيت العالمي المنسق) ؛ تم إلغاء رحلة سابقة في العاشرة بسبب الرياح. كانت هذه أول رحلة تجريبية قامت بها Blue Origin. كانت الرحلة بواسطة أول نموذج أولي لمركبة معروفة باسم Goddard. طارت الرحلة إلى ارتفاع 285 قدم (87 م) وكان ذلك ناجحًا. تتوفر مقاطع فيديو على موقع Blue Origin الإلكتروني لهذه التجربة.

### مركبة الاختبار الثاني
قامت مركبة اختبار ثانية برحلتين في عام 2011. كانت الرحلة الأولى هي قفزة قصيرة (على ارتفاع منخفض، مهمة إقلاع وهبوط VTVL) تم نقلها في 6 مايو 2011. المركبة معروفة فقط باسم "PM2" اعتبارًا من أغسطس 2011، وفق المعلومات التي قدمتها الشركة إلى إدارة الطيران الفيدرالية (FAA) قبل رحلتها التجريبية الثانية على ارتفاعات عالية وعالية السرعة في أواخر أغسطس، تكهنت وسائل الإعلام أن هذا قد يعني «وحدة الدفع».
تم نقل هذه المركبة للمرة الثانية في رحلة تجريبية في 24 أغسطس 2011، في غرب تكساس. لكنها فشلت عندما فقد الأفراد على الأرض الاتصال والسيطرة على المركبة. واستعادت الشركة بقايا المركبة من عمليات البحث الأرضية. في 2 سبتمبر 2011، أصدرت Blue Origin نتائج سبب فشل اختبار المركبة. حيث وصلت المركبة إلى ماخ 1.2 وارتفاع 45,000 قدم (14 كـم؛ 8.5 ميل)، «أدى عدم استقرار الرحلة إلى زاوية مواجهة أدت إلى قيام نظام أمان النطاق بإنهاء الدفع على المركبة.»

### المشاركة في برنامج تطوير الطاقم التجاري التابع لناسا
بالإضافة إلى ذلك، تلقت Blue Origin مبلغ 3.7 مليون دولار أمريكي في المرحلة الأولى من تطوير الطاقم التجاري (CCDev) لتعزيز العديد من أهداف التنمية لنظامها المبتكر "الدافع لإبطال الإطلاق (LAS) وأوعية الضغط المركبة.
اعتبارا من فبراير 2011، وبنهاية الاختبار الأرضي الثاني، أكملت Blue Origin كل أعمال المرحلة الأولى لنظام الخروج. كما أنهم «أكملوا العمل على الجانب الآخر لمنحها، وهو عمل تقليل المخاطر على وعاء ضغط مركب» للمركبة.

## الرحلات التجارية شبه المدارية

### رحلات الركاب
بعد الرحلة التجريبية الخامسة والأخيرة للمركبة المعززة واختبار NS2 في أكتوبر 2016، أشارت Blue Origin إلى أنها كانت في طريقها لاختبار رواد الفضاء بحلول نهاية عام 2017، وبدء رحلات الركاب التجارية شبه المدارية في عام 2018. اعتبارًا من أبريل 2021 بعد خمسة عشر رحلة تجريبية، لم تقم الشركة بعد بنقل أي بشر بالصاروخ، ولكن مع المهمة التالية، تخطط NS 16 للطيران في 20 يوليو، أعلنت الشركة أنها ستنقل طاقمًا وراكبًا. اعتبارًا من 20 يوليو 2021، هبطت رحلة NS-16 وتعتبر ناجحة.

### حمولات أبحاث ناسا شبه المدارية
اعتبارا من مارس 2011، قدمت شركة Blue Origin مركبة إطلاق New Shepard القابلة لإعادة الاستخدام لاستخدامها كصاروخ غير مأهول لطلب مركبة الإطلاق شبه المدارية القابلة لإعادة الاستخدام (sRLV) التابعة لناسا في إطار برنامج فرص الطيران التابع لناسا. قامت بلو أوريجين بمشاريع على ارتفاع 100 كيلومتر (62 ميل) في رحلات مدتها عشر دقائق تقريبًا، بينما تحمل حمولة بحثية قدرها 11.3 كيلوغرام (25 رطل). في مارس 2016، أشارت بلو إلى أنه «من المقرر أن تبدأ في نقل حمولات علمية غير مأهولة في وقت لاحق [في عام 2016]».

## روابط خارجية
- أدلة Blue's Rocket (السجل الكوني لـ MSNBC، 24 يونيو 2006)
- سفن فضاء المستقبل والخيال مهيأة لإطلاق مركبة فضائية تجارية مدارية (انظر الصفحة 8)
- آخر أخبار Blue Origin على زمالة الفضاء
- خطط منشئ سفينة الفضاء السرية تم التلميح إليها في اتفاقية ناسا Commercial Crew Development Blue Origin (صورتان حرفيتان جديدتان)

ملفات فيديو
- الصور ومقاطع الفيديو في Blue Origin
- أول هبوط ناعم لمركبة شيبارد الفضائية الجديدة، 23 نوفمبر 2015 (يوتيوب).